# NGC 1710
NGC 1710 (другие обозначения — IC 2108, MCG -3-13-37, PGC 16396) — линзовидная галактика в созвездии Зайца. Открыта Фрэнком Ливенвортом в 1885 году. Описание Дрейера: «очень тусклый, очень маленький объект круглой формы, более яркий в середине, содержит звезду 13-й величины».
Этот объект входит в число перечисленных в оригинальной редакции «Нового общего каталога». Первая версия Индекс-каталога содержит исправленные координаты относительно указанных в Новом общем каталоге.
Галактика достаточно сильно удалена от центра Сверхскопления Персея-Рыб, однако лучевая скорость и красное смещение говорят о том, что  галактика вероятно относится к  нему.